# دوري كرة القدم السلوفيني الدرجة الثالثة 2015–16
دوري كرة القدم السلوفيني الدرجة الثالثة 2015–16 هو موسم من دوري كرة القدم السلوفيني الدرجة الثالثة ‏. فاز فيه ND Ilirija 1911 ‏.